# Zampa (rapper)
Alessandro Zampini, noto anche con lo pseudonimo di Zampa, anche conosciuto come Zesh o Mr. Zampini (Verona, 22 maggio 1979), è un rapper italiano.

## Biografia
Conosce l'hip hop all'inizio degli anni novanta, appassionandosi al genere e diventando un MC. Nel 1996 fonda la crew 4D con Shen, DJ Kris e Kata: con questa band realizza il demo Ritorno alla realtà. Nel 1998 i 4D ed i Criminali Lirici si fondono in un unico gruppo dando vita all'Osteria Lirica, a cui segue un periodo di gavetta per Zampa volto a diffondere il proprio nome e quello del suo gruppo, il periodo si chiude con l'uscita dell'album solista Gorilla guerriglia nel 2001.
Nel 2004 Zampa pubblica Lupo Solitario, LP che racconta la prospettiva visiva di Zampa, unita al suo flow rauco e consistente ed a collaboratori d'eccezione come Bassi Maestro, Supa, Rido, Frank Siciliano, Jap, Spregiudicati, Mistaman ed Il Maniaco. Le produzioni vengono affidate a Bassi Maestro, DJ Zeta, Mace, Rubo, Bosca, Jimbo e Hakeem. Nel 2006 infine porta a compimento una collaborazione con il beatmaker Jack the Smoker realizzando l'album Il Suono Per Resistere, pubblicato per Vibrarecords, dove sulle tracce realizzate da Jack, Zampa rappa assieme a ospiti già presenti in Lupo Solitario oltre ad Asher Kuno, Valentina ed Ape.
Nel gennaio 2009 è uscito il suo quarto album La lunga e tumultuosa via per Bisanzio, caratterizzato da toni più cupi ed intimisti e da un forte contenuto autobiografico. Nel maggio del 2012 vede la luce I giorni del condor, realizzato insieme a Capstan, interamente prodotto da Non dire Chaz e che ha visto la partecipazione di rapper come Bassi Maestro, Jack the Smoker, Asher Kuno e Jap.
Nel 2015 Zampa annuncia tramite la sua pagina Facebook di essere al lavoro per pubblicare un nuovo album. L'album, intitolato Il richiamo della foresta vede la luce nell'aprile del 2016 e da esso viene estratto il singolo City Blues.

## Discografia
Album in studio
- 2001 – Gorilla guerriglia
- 2004 – Lupo solitario
- 2006 – Il suono per resistere (con Jack the Smoker)
- 2009 – La lunga e tumultuosa via per Bisanzio
- 2012 – I giorni del condor (con Capstan & Non Dire Chaz)
- 2016 – Il richiamo della foresta
- 2021 - Chi tocca i fili muore
- 2023 - Vanagloria

Mixtape
- 2007 – VC Superstar (con Sonbudo & Capstan)

## Collaborazioni
Negli anni della sua carriera sono numerosissime le partecipazioni a dischi di artisti di primissimo piano del genere:
- Bassi Maestro feat. Ape, Zampa - Giorni Matti  (da Classe '73)
- Bat One feat. Mistaman, Zampa, Jap, Mdj+ - Riprendiamoci tutto pt. 2 (da Riprendiamoci tutto)
- Il Maniaco feat. Zampa - Linguaggio Di Rottura (da Affari Sporchi)
- Jap feat. Zampa (da Occhi di ghiaccio)
  - Gente Comune
  - Ne Vuoi di Più
- Jap feat. Zampa (da Questione di gusto) 
  - Verona 
  - feat. Mistaman - Strade 
  - D&D 
  - Il Lungo Viaggio
- Asher Kuno feat. Jap, Zampa, Mista, Rido - Menti Da Rap (da The Fottamaker)
- La Crème feat. Zampa (da L'Alba)
  - feat. Jap - Luci Maledette
  - Cieli Lontani
  - feat. Gomez, Rido - Il Vero
- Bassi Maestro feat. Zampa - Guai (da Monkee Bizniz vol. 2)
- Bassi Maestro feat. Zampa - Non Scordarlo Mai (da Monkee Bizniz vol. 4)
- Mas Mas feat. Zampa, Mistaman - Persi Nella Folla (da Shqiptalia)
- Capstan & Mottofunk feat. Zampa - Digital Boogie 2 (da Funk Union Editing Loops)
- Mondo Marcio feat. Ape, Zampa - Giorni Matti Pt. 2 (da Mondo Marcio)
- Pest feat. Zampa - Sguardi Freddi (da Un Autoritratto)
- Set & Mano con James Cella feat. Zampa, Dj Tech - Non parlo più di un cazzo (da RapperMania)
- ElDoMino e McNamara feat. Zampa - Sollevami (da Propaganda)
- Dj Fastcut feat. Claver Gold & Zampa - Non Ti Preoccupare (da Dead Poets)
- Dj Fastcut feat. Zampa & Kiave - I love hip hop (da Dead Poets 2)
- Dj Fastcut feat. Zampa & Ape & Wiser - Quando non ti adegui (da Dead Poets 2)
- Brain feat. Zampa - Pericolo (da Dead Poets 2)
- Kuma & Dj West feat. Zampa & Moder - Le ombre dei Lampioni
- Peluqueria Hernandez - Cassiodoro Remixes, con la produzione di DJ Zeta. (Kutmusic, 2018)[1]
- DJ Fastcut, Zampa, LoZoe - La caccia (da Dead Poets 3- Maledetti)

oltre alla partecipazione alla compilation Street Flava 2nd Avenue di Radio Italia Network.